# 女子美術大学の人物一覧
女子美術大学の人物一覧（じょしびじゅつだいがくのじんぶついちらん）は、女子美術大学に関係する人物の一覧記事である。

## 著名教員

### 日本画
- 山本丘人
- 広瀬きよみ
- 橋本信（弘安）
- 岸野香

### 洋画
- 佐野ぬい - 名誉教授
- 入江観 - 名誉教授
- 田中いっこう
- 福士朋子
- 亀高文子 - 洋画家
- 毛利眞美 - 洋画家

### 染織
- 芹沢銈介 - 染色工芸家（人間国宝）
- 柚木沙弥郎 - 元学長

### 工芸
- 工藤直

### 彫刻
- 鹿野幸子 - 名誉教授
- 津田裕子 - 名誉教授
- 平戸貢児

### デザイン
- 中嶋猛夫 - 名誉教授
- ヤマザキミノリ - 造形作家・空間デザイナー
- 山本吉男 - デザイナー
- 廣田尚子 - プロダクトデザイナー
- 林規章 - グラフィックデザイナー
- 森啓 - グラフィックデザイナー
- 立花文穂 - グラフィックデザインナー
- 野又穫 - 美術家・グラフィックデザイナー

### アートプロデュース
- 奥村靫正 - アートディレクター
- 北川フラム - アートディレクター

### 美術評論
- 南嶌宏 - 美術評論家
- 北澤憲昭 - 美術評論家
- 杉田敦 - 美術批評家

### 共通専門・教養
- 岡田芳朗 - 歴史家・名誉教授

### 諸分野
- 伊藤ガビン - 編集者・ゲームデザイナー
- 村田朋泰 - アニメーション作家
- 季里 - CGアーティスト
- 若見ありさ - アニメーション作家

### 客員教授
- 仲條正義 - アートディレクター
- ズビグニュー・リプチンスキー - 映像作家
- 中西夏之 - 洋画家
- 酒井忠康 - 美術評論家
- 桃井かおり - 俳優
- イルカ - 歌手
- 萩尾望都 - 漫画家

## 出身者

### 政治、行政
- 吉田和子（元日本社会党衆議院議員）
- 何香凝 （清末・中華民国・中華人民共和国の政治家・革命家・画家）
- 蔵屋美香（横浜美術館館長・キュレーター・倫雅美術奨励賞受賞）

### 美術家
- 齊藤彩
- 立島夕子
- 浜田涼

#### 日本画家
- 片岡球子
- 丸木俊
- 郷倉和子
- 堀文子
- 荘司福
- 岸野香
- 松井冬子

#### 洋画家
- 佐野ぬい
- 三岸節子
- 継岡リツ
- 富山妙子 ※ 中退
- 福士朋子
- 入江一子
- 春田安喜子
- 小森園綾子
- 山﨑理恵子

#### 現代美術家
- 高野向子
- 大山結子

#### 版画家
- 小池暢子

#### 工芸家
- 大久保婦久子
- 菅沼三千子
- 天野可淡
- 藤井佐知

#### 彫刻家
- 多田美波

#### 手芸家
- 銀座亜紀枝 - 刺し子作家

#### デザイナー
- 桑沢洋子 - ファッションデザイナー
- 山口裕子 - キャラクターデザイナー（ハローキティ第三代デザイナー）
- 宇津木えり - ファッションデザイナー
- コンドウアキ - キャラクターデザイナー・イラストレーター
- ユミ・シャロー - ファッションデザイナー

#### イラストレーター
- 中村和子 - アニメーター
- べつやくれい
- ひびき玲音
- 天野聡美
- はしあさこ
- 苗村さとみ

#### カリグラファー
- 倉田芳琳

#### 写真家
- 山沢栄子

#### 映像作家
- 甲斐さやか
- 湯崎夫沙子
- 水尻自子

#### アートディレクター
- 野田凪
- 吉田ユニ

#### 漫画家
- 岩岡ヒサエ
- 霧賀ユキ
- 篠原千絵
- 鈴菌カリオ
- 森ゆきえ
- 東城和実
- 花村えい子
- ヒロイチ
- 江口夏実
- 松浦だるま ※ 中退
- 南Q太

#### アートセラピー
- 中野とも子

### 俳優・タレント
- 岡田嘉子 - 俳優
- 奈良岡朋子 - 俳優
- 樋口可南子 - 俳優 ※ 中退
- 岡安由美子 - 俳優
- 中澤優子 - タレント
- 小野寺ずる - 俳優

### ミュージシャン・歌手
- イルカ - ミュージシャン
- 奥野敦子 - 歌手、ギタリスト（ジューシィ・フルーツのイリヤ）
- 田島ハルコ - ラッパー、映像作家

### 文芸作家
- 長野まゆみ - 小説家・イラストレイター
- 薫くみこ
- 芥川耿子

### アナウンサー
- 翠川秋子
- 吉竹史

### 諸分野
- 松田美智子 - 料理研究家